# مات كينغ
مات كينغ (بالإنجليزية: Matt King)‏ هو كاتب سيناريو وممثل بريطاني، ولد في 31 يناير 1968 بواتفورد في المملكة المتحدة.

## أعمال

### أفلام
- (2008) روك أن رولا[5][6]
- (2010) صنع في داجنهام[7]
- (2010) لندن بولفار[8]
- (2014) بادنغتون[9][10]

## وصلات خارجية
- مات كينغ على موقع IMDb (الإنجليزية)
- مات كينغ على موقع ألو سيني (الفرنسية)
- مات كينغ على موقع أول موفي (الإنجليزية)
- مات كينغ على موقع قاعدة بيانات الأفلام السويدية (السويدية)
- مات كينغ على موقع إن إن دي بي (الإنجليزية)
- مات كينغ على موقع قاعدة بيانات الفيلم (الإنجليزية)
- مات كينغ على موقع كينوبويسك (الروسية)